# Convento de la Victoria (Écija)

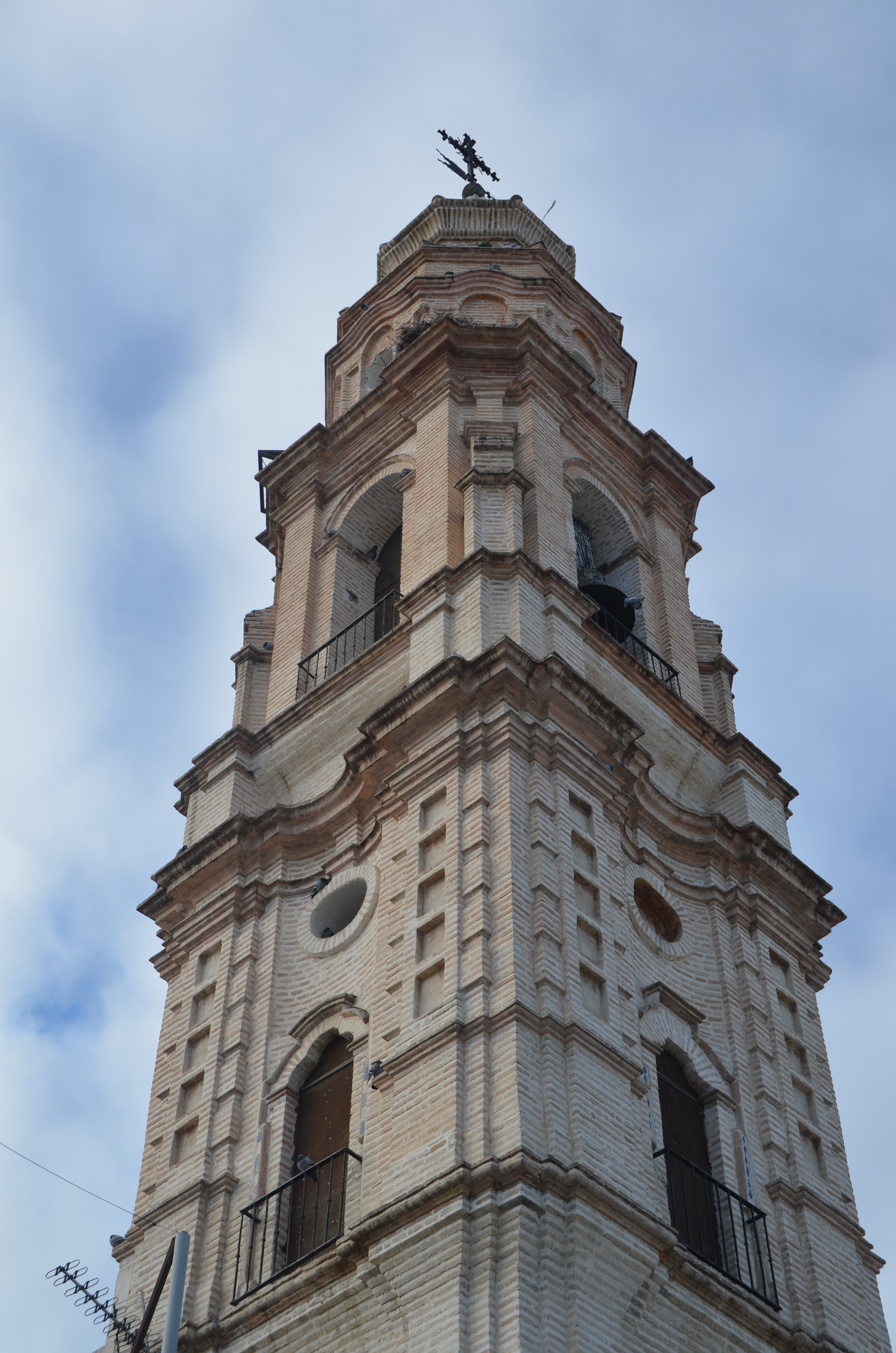
Torre de la iglesia de Nuestra Señora de la Victoria.

El convento de Nuestra Señora de la Victoria fue fundado en el siglo XVI en Écija, provincia de Sevilla (Andalucía, España). Era de la Orden de los Mínimos de San Francisco de Paula. Fue desamortizado en el siglo XIX. Donde estuvo la iglesia del convento está ahora la sede de la Hermandad de Confalón.

## Historia
El 20 de febrero de 1436 se apareció san Pablo de Tarso en este lugar a un joven de Écija llamado Antón Arjona, ante multitud de testigos. A partir de entonces había una procesión cada 25 de enero (Día de la Conversión de San Pablo) desde la iglesia de Santa Bárbara hasta este sitio, donde un sacerdote leía un documento sobre la aparición, autentificado por fe de escribano de cuando sucedió. En esta procesión participaban el clero regular, el secular y todas las hermandades locales. En el 1600 el cabildo de Écija hizo un voto para acudir cada año el 20 de febrero al convento de la Victoria para conmemorar la aparición de san Pablo, patrón de la ciudad. Bajo el altar mayor de la iglesia del convento había una capilla con un altar que albergaba una imagen de San Pablo.
Según la crónica sobre los mínimos de 1616 realizada por fray Juan de Morales los frailes se instalaron primero hacia 1505 en la antigua ermita de San Martín. El convento fue fundado el 2 de julio (entonces Día de la Visitación de la Virgen) de 1506. Fue el cuarto convento mínimo fundado en España, en vida del fundador de la orden, san Francisco de Paula. La iglesia conventual fue bendecida el 20 de septiembre de 1509 por el dominico Francisco de Córdoba, obispo auxiliar de la archidiócesis de Sevilla. Los patronos de la capilla mayor fueron Francisco de Aguilar y Córdoba, marqués de Peñaflor, y su esposa Elvira Ponce de León, que además ofrecieron a la sacristía del convento una renta de 300 ducados cada trienio.
A comienzos del siglo XVI un fraile lego de este convento, fray Martín de Marmolejo, fue a Tours a visitar al fundador de la orden, san Francisco de Paula. Tras la visita, el santo le dio como regalo de despedida un báculo de madera de moral y le dijo que, cuando llegase a su destino, lo plantase en la huerta del convento. El báculo fue creciendo hasta convertirse en un gran árbol. En su crónica de 1616 fray Juan de Morales dice que el árbol fue talado "por inadvertencia" y que de sus raíces había salido otro que era menos vigoroso. El convento fue desamortizado en el siglo XIX y la huerta fue comprada por la marquesa de Peñaflor. El árbol ya solamente era un tronco seco. La marquesa mandó cortarlo e hizo con él una gran cruz y una imagen de San Francisco de Paula que están en el oratorio de la casa familiar de Madrid.
En 1512 el provincial de la orden, Pedro de Almodóvar, y diez frailes de este convento fundaron el convento de la Victoria de Sevilla.
En 1543 le fue concedida a Felipe Martín la construcción de una capilla junto a la capilla mayor para su enterramiento y el de su familia.
En 1632 se aprobaron las reglas de la Cofradía del Santísimo Sacramento y la Virgen de la Esperanza, que se unió a la Cofradía de la Columna y Sangre de Cristo. Actual Hermandad de Confalón, con sede en este convento.
A comienzos del siglo XVIII el convento contaba con un centro de estudios y un noviciado. En 1705 el centro de estudios tenía una cátedra de Teología y otra de Artes. En 1723 contaba con cuatro cátedras de Teología y una de Artes. El número de religiosos que residían en este lugar iba entonces entre los treinta y los cincuenta.
Las tropas francesas entraron en Écija el 27 de enero de 1810, al mando del mariscal Claude-Victor Perrin. Las tropas llevaron a cabo la exclaustración del convento. En 1812 el comisario de Guerra del gobierno bonapartista, Joaquín de la Fuente, se llevó del convento los 19 cuadros con la vida de san Francisco de Paula. Las tropas francesas se marcharon de Écija el 28 de agosto de 1812 llevándose un gran número de objetos de valor.
Los frailes regresaron al convento en 1814. En 1821, durante el Trienio Liberal, el convento fue exclaustrado y los frailes se trasladaron al convento de Consolación de Utrera. Después de 1823 los religiosos regresaron al mismo. En 1835 el convento fue desamortizado. La iglesia permaneció abierta. El edificio conventual, ya deshabitado, fue usado como casa de vecinos.
A mediados del siglo XX la iglesia se encontraba en ruinas. En 1965 el antiguo templo fue derribado, conservándose el camarín de San Francisco de Paula, con decoración de yeserías barrocas en su interior, tras el que se encuentra el panteón de la Casa de los Marqueses de Peñaflor, la torre, construida por encargo de los frailes José Santos y Pedro Díaz, y la portada del lado del Evangelio. La torre y la portada fueron realizadas entre 1754 y 1757. En la zona correspondiente a la cabecera y el crucero de la iglesia se construyó un nuevo templo, gracias al apoyo de Fernando de Soto Domecq, marqués de Santaella y Arienzo. Las obras finalizaron en 1974. Es la sede canónica de la Hermandad de Confalón.